# También la lluvia
También la lluvia és una pel·lícula espanyola dirigida per Icíar Bollaín i estrenada el 2010. Sebastián (Gael García Bernal), un director mexicà i Costa (Luis Tosar) productor, viatgen a Bolívia per filmar una pel·lícula sobre la conquesta de Cristòfor Colom. A Bolívia, Sebastián i Costa es troben amb un dilema moral inesperat quan l'equip arriba a Cochabamba, i es troba amb les protestes populars de l'anomenada ""Guerra de l'aigua"", en les quals hi participa de manera destacada Daniel (Juan Carlos Aduviri), un dels actors nadius principals.
La pel·lícula va rebre nominacions i premis internacionals, incloent-hi el premi Ariel a la millor pel·lícula ibero-americana de l'Academia Mexicana de Artes y Ciencias Cinematográficas i tres Premis Goya. Fou nominada per a competir a l'Oscar a la millor pel·lícula de parla no anglesa el 2011.

## Argument
El director de cinema Sebastián (Gael García Bernal) i el productor Costa (Luis Tosar) arriben amb el seu equip a Cochabamba, Bolívia, on volen filmar una pel·lícula sobre el primer viatge de Colom al Nou Món, la imposició sobre els nadius i la rebel·lió que això va provocar. Limitat pel pressupost, en Costa decideix filmar a Bolívia, el país més pobre de Sud-amèrica, on troben treballadors locals encantats de guanyar dos dòlars al dia com a extres a la pel·lícula i disposats, a més, a ajudar en el muntatge dels sets. Costa s'estalvia milers de dòlars contractant extres perquè facin tasques que haurien de fer treballadors especialitzats.
Sebastián contracta Daniel (Juan Carlos Aduviri) pel paper de Hatuey, el cabdill Taíno que va encapçalar la rebel·lió contra els espanyols, i a la seva filla Belén també en un paper destacat. En la primera trobada Costa desconfia d'en Daniel i s'oposa a contractar-lo. Sebastián no sap que el Daniel lidera les manifestacions contra la privatització de l'aigua a Bolívia. La filmació comença amb bon peu, tot i els problemes que causa l'alcoholisme de l'actor Antón, (Karra Elejalde) que fa el paper de Colom, però Costa s'intranquil·litza quan s'adona de la implicació del Daniel en la revolució. Aquest fa creure a en Costa que obeirà les seves insistents peticions perquè deixi de manifestar-se, però continua participant-hi fins que és ferit i empresonat. El director, Sebastián, pateix un conflicte moral i comença a dubtar que la filmació es pugui acabar, però el productor, que ha subornat la policia per alliberar Daniel temporalment fins que hagin filmat una escena clau, el tranquil·litza. En acabar de filmar l'escena la policia arriba a la jungla boliviana per detenir de nou Daniel, però els extres assetgen els agents i Daniel aconsegueix d'escapar.
Aquella nit els actors principals, Juan i Alberto, veuen les notícies sobre la violència a Cochabamba i s'espanten fins al punt d'exigir fugir de Bolívia. Sebastián els prega que s'hi quedin i ells, encara que no ben convençuts, accepten. L'endemà, mentre els actors i l'equip es preparen per anar a filmar, la dona d'en Daniel, Teresa, es presenta davant Costa i li prega desesperadament que l'ajudi a trobar la seva filla Belén, de qui ha perdut el rastre en les protestes i de qui li han dit que ha estat ferida i necessita tractament en un hospital. La insistència de la Teresa apel·la a la consciència d'en Costa, qui tot i les crides d'en Sebastián perquè marxin a l'aeroport amb la resta de l'equip i els actors decideix ajudar-la. Després de conduir amb la Teresa a través dels obstacles d'una Cochabamba en plena revolució aconsegueixen salvar la vida de la Belén encara que queda ferida d'una cama. Mentrestant, la resta de l'equip de filmació es troba un bloqueig militar i tots excepte Antón abandonen Sebastián i tornen a casa. Poc després la companyia multinacional de l'aigua marxa de Bolívia i s'acaba la revolució, però Cochabamba queda en ruïnes després del conflicte. Costa mostra esperança que la pel·lícula es podrà acabar i en Daniel, ple d'emoció, li dona un flascó amb aigua boliviana en agraïment dels seus esforços salvadors.

## Repartiment
- Luis Tosar: Costa, productor executiu en la pel·lícula
- Gael García Bernal: Sebastián, director en la pel·lícula
- Juan Carlos Aduviri: Daniel, bolivià en el paper de Hatuey
- Karra Elejalde: Antón, actor espanyol alcohòlic en el paper de Colón
- Raúl Arévalo: Juan, actor espanyol en el paper de Montesinos
- Carlos Santos: Alberto, actor espanyol en el paper de Las Casas
- Cassandra Ciangherotti: María, assistent de direcció d'en Sebastián
- Milena Soliz: Belén, filla de Daniel en el paper de Panuca
- Leónidas Chiri: Teresa, dona de Daniel

## Premis i nominacions

### Premis
- 2011: Premi Ariel de l'Academia Mexicana de Artes y Ciencias Cinematográficas. Millor pel·lícula Iberoamericana
- 2011: Premi Panorama de l'audiència del Festival Internacional de Cinema de Berlín
- 2011: Premis del Círculo de Escritores Cinematogràficos
- 2011: Goya a la millor música original per Alberto Iglesias
- 2011: Goya a la millor direcció de producció per Cristina Zumárraga
- 2011: Goya al millor actor de repartiment per Karra Elejalde

### Nominacions
- 2011: Goya a la millor pel·lícula
- 2011: Goya al millor director per Icíar Bollaín
- 2011: Goya al millor actor per Luis Tosar
- 2011: Goya al millor guió original per Paul Laverty
- 2011: Goya al millor actor revelació per Juan Carlos Aduviri
- 2011: Goya al millor so per Emilio Cortés, Nacho Royo-Villanova i Pelayo Gutiérrez
- 2011: Goya als millors efectes especials per Gustavo Harry Farias i Juan Manuel Nogales
- 2011: Goya al millor maquillatge i perruqueria per Karmele Soler i Paco Rodríguez
- 2011: Goya al millor muntatge per Ángel Hernández Zoido
- 2011: Goya al millor disseny de vestuari per Sonia Grande
- La pel·lícula va ser seleccionada el Setembre de 2010 com a candidata espanyola a l'Oscar a la millor pel·lícula de parla no anglesa[1] Però no va ser seleccionada entre les cinc finalistes a l'Oscar.